# Castello di Campo Ligure
Il castello di Campo Ligure è stato un edificio difensivo situato nel comune di Campo Ligure, in via del Rivale, nella città metropolitana di Genova.

## Storia

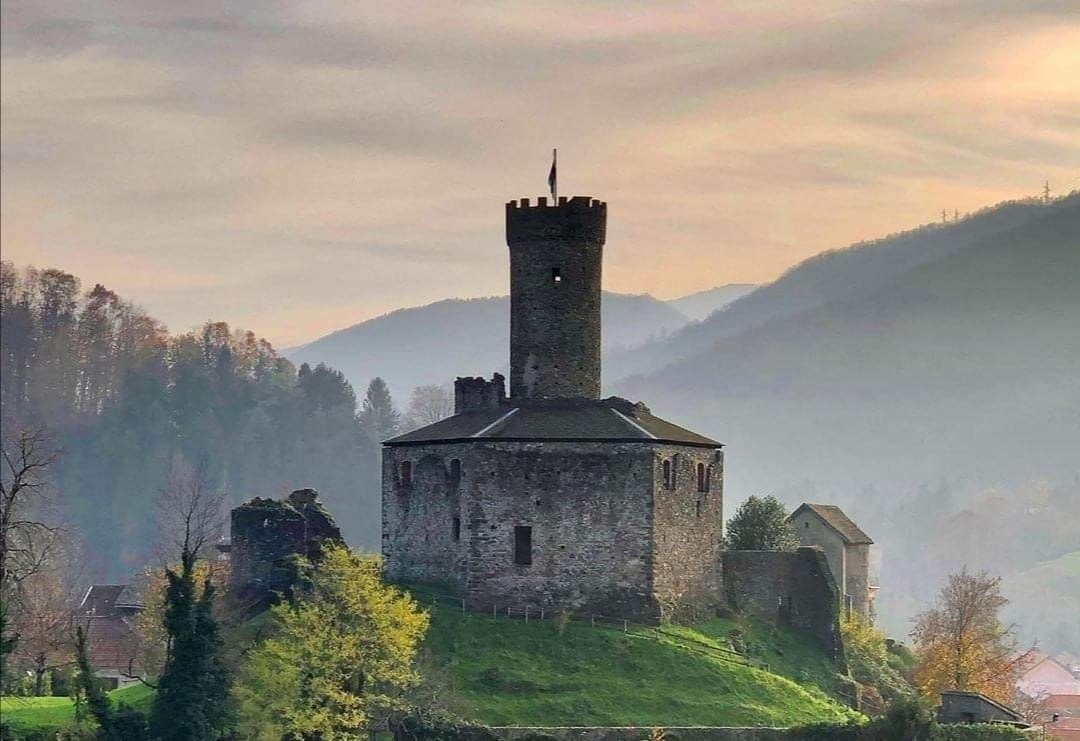
Il castello al tramonto

È difficile datare la reale edificazione del castello poiché la sua architettura e struttura presenta diverse fasi edilizie. Alcune parti di esso quali il tessuto murario della struttura esagonale esterna sembrerebbe risalire al periodo medievale, databile tra il XII e il XIII secolo, mentre la torre potrebbe essere un rifacimento molto più moderno di una precedente torre eretta nel Medioevo.
Le diverse fasi costruttive sono dovute per lo più a causa delle frequenti lotte e battaglie culminanti per la maggior parte dei casi nella distruzione o assedi del castello, dovendo quindi ogni volta porre rimedio ai danneggiamenti. Notevoli danni subì fra il 1225 e il 1273 a causa delle forti tensioni fra il comune di Genova e i marchesi Del Bosco, arrivando ad un assedio genovese nel borgo e quindi del maniero campese.
La famiglia Spinola, signori del feudo, scelsero il castello come alloggio temporaneo proprio per porre maggiore controllo-difesa del paese e soprattutto della valle circostante (Valle Stura) e delle sue vie di comunicazione. Nel 1310 il maniero venne ulteriormente fortificato con nuove mura di cinta ed erigendo a difesa tre torri cilindriche.
Queste ultime — aperte verso l'interno — furono modificate nel XV secolo con l'aggiunta di una base a scarpa e dotandole di aperture per il fuoco, inoltre furono scavati diversi passaggi sotterranei e aerei, in modo da collegare il castello al borgo di Campo. A seguito degli eventi rivoluzionari del XVIII secolo il castello fu abbandonato dagli Spinola, lasciandolo per anni in completo abbandono.
Ad oggi delle tre principali costruzioni soltanto quella più ad est è maggiormente conservata, quella a sud è stata trasformata in seguito in abitazione privata, mentre della parte a nord non rimane più nulla a seguito al franamento del terreno. Intorno agli anni novanta l'intero complesso, divenuto nel frattempo proprietà del comune di Campo Ligure, è stato sottoposto a lavori di restauro permettendone così l'agibilità.

## Galleria d'immagini

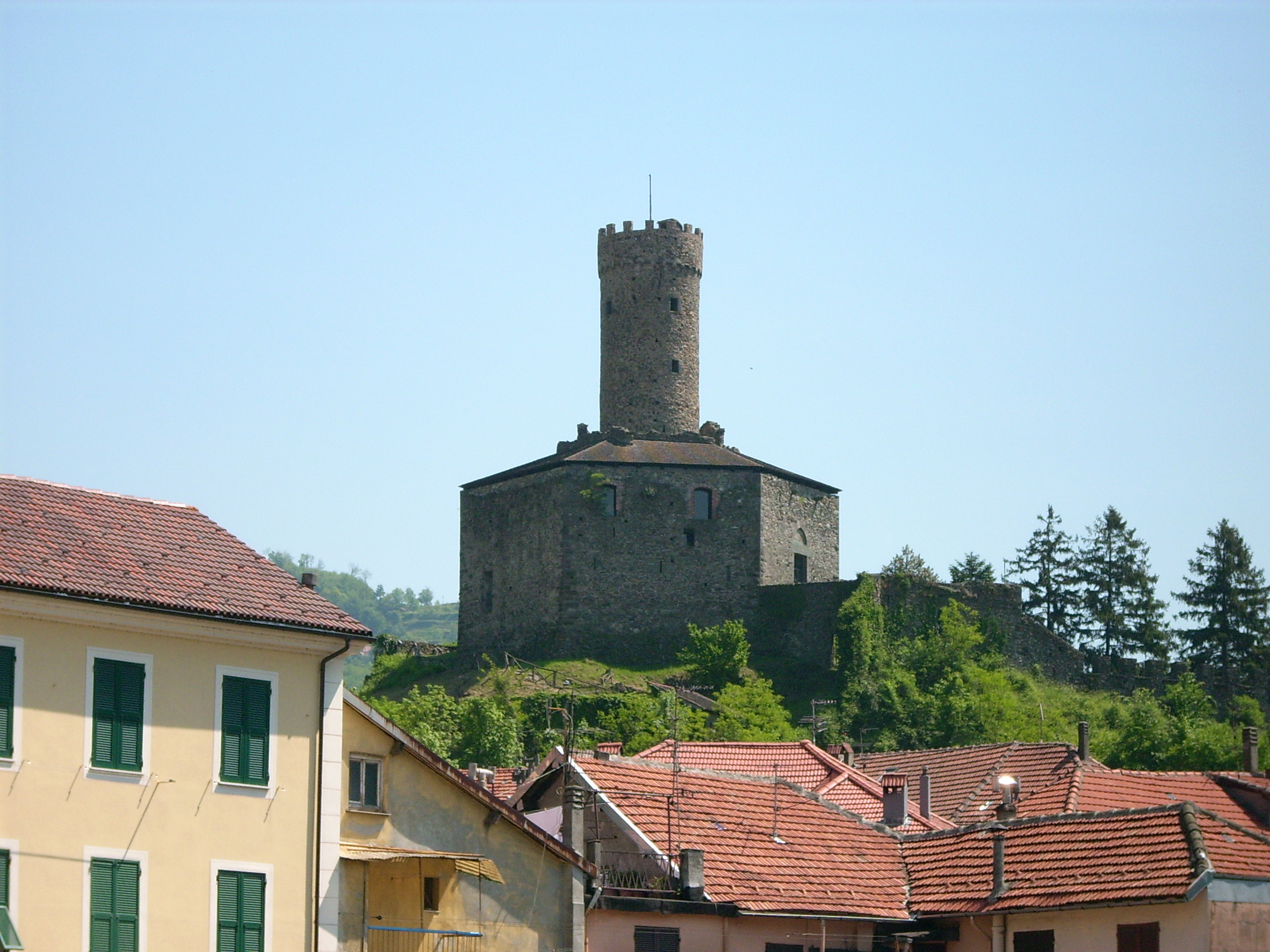
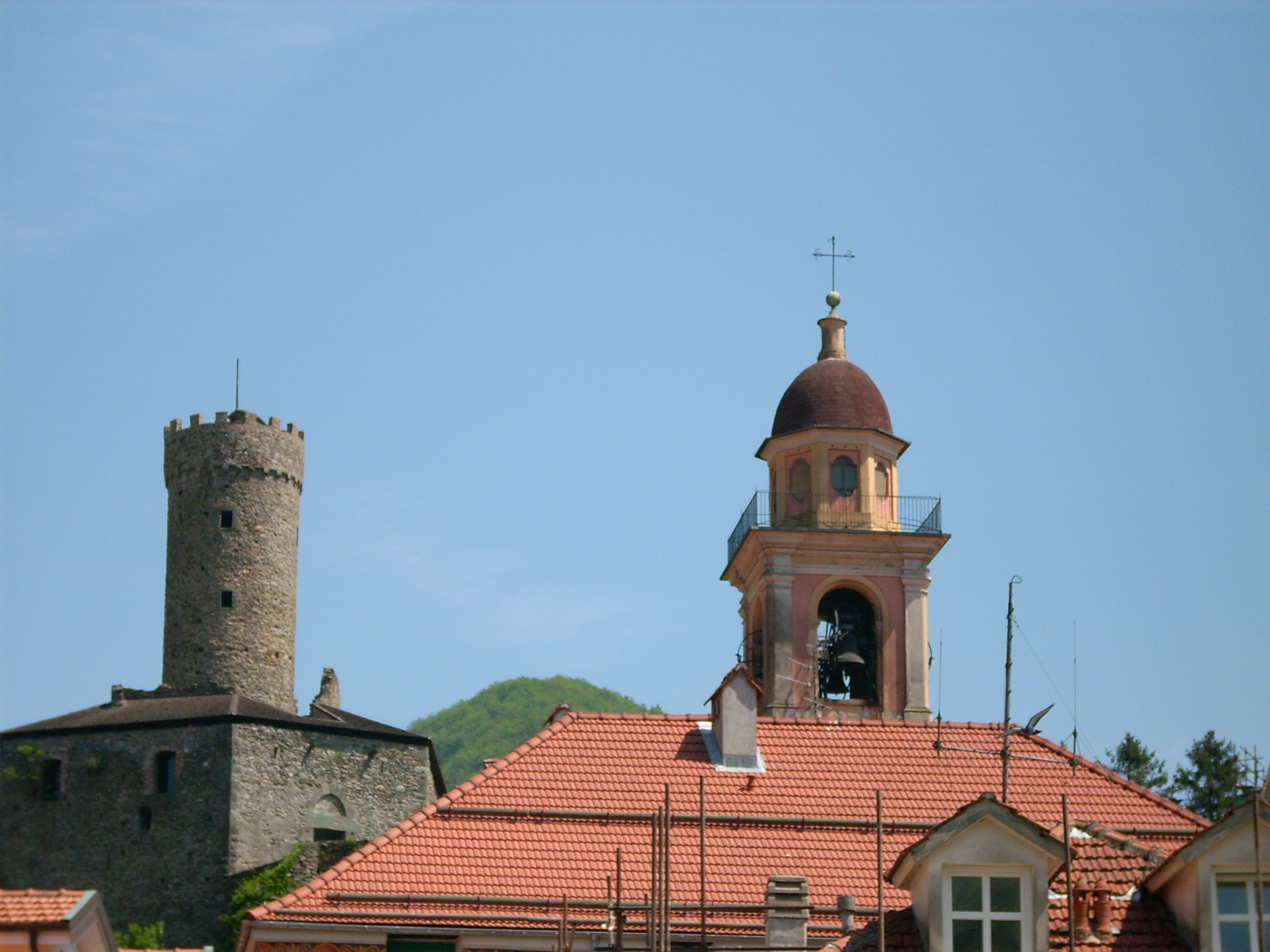
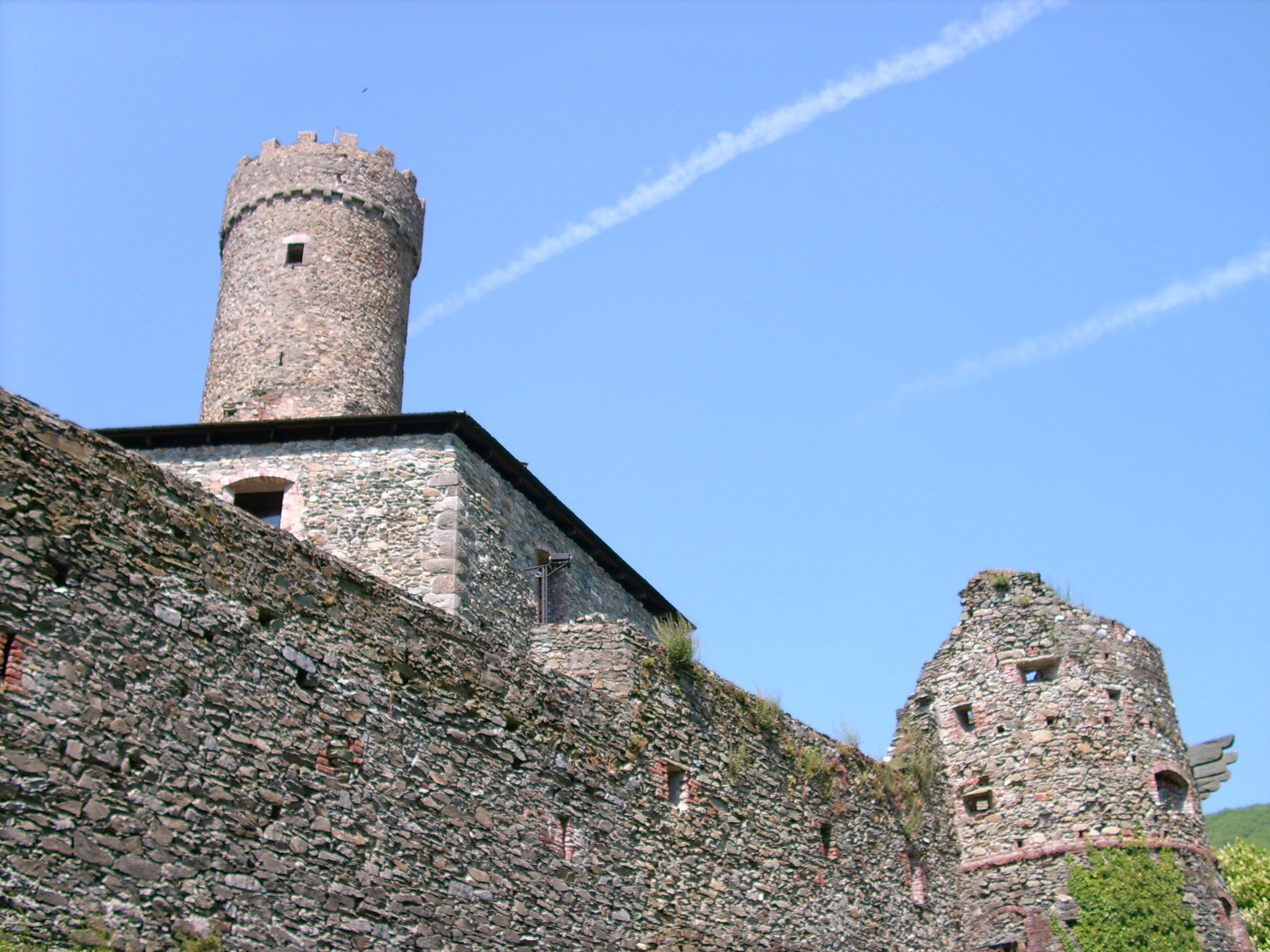
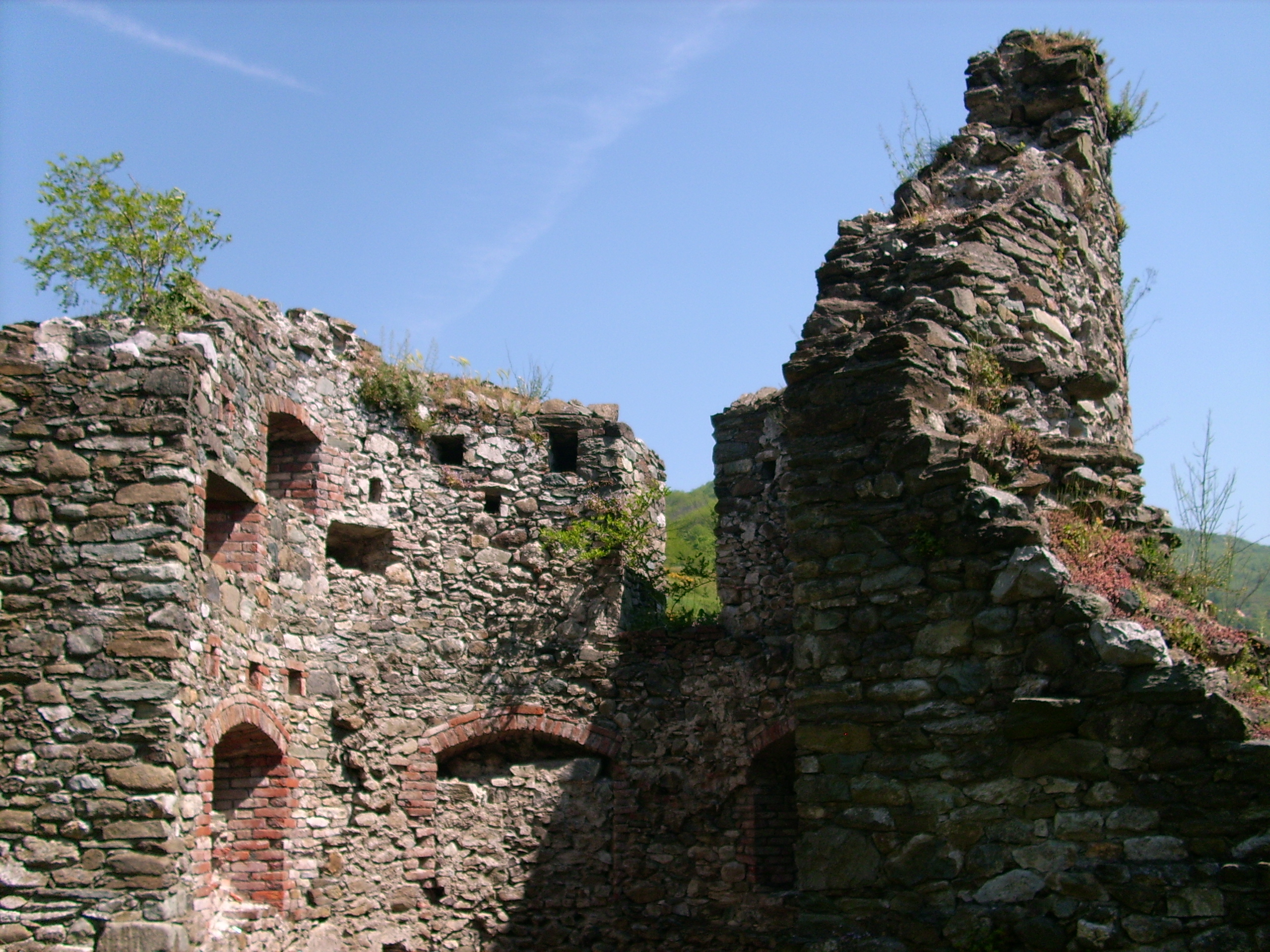